# Mi sei scoppiato dentro il cuore
«Mi sei scoppiato dentro il cuore» (с итал. — «Ты ворвался в моё сердце») — песня итальянской певицы Мины, которая была впервые исполнена вживую в телепрограмме «Первая студия» в эпизоде от 11 июня 1966 года и включена в альбом Studio Uno 66. Автором текста стала Лина Вертмюллер, а музыку написал Бруно Канфора, который в то время был и художественным руководителем программы.
Несмотря на то, что песня прозвучала в эфире ещё в июне, синглом она была выпущена только в декабре, поэтому достигла только 17 места в чарте. В 2021 году песня получила золотой сертификат от Итальянской федерации звукозаписывающей индустрии за цифровые продажи с 2009 года.
В качестве би-сайда использовалась песня «Tu non credi più» (слова Альберто Тесты и Могола, музыка Тони Рениса, аранжировка  Аугусто Мартелли), которая в 1967 году была исполнена Миной в программе «Субботний вечер» и включена позже в альбом Sabato sera — Studio Uno ’67.

## Список композиций
7"-сингл
A. «Mi sei scoppiato dentro il cuore» — 3:05
B. «Tu non credi più» — 3:07

## Чарты
| Чарт (1966)              | Высшая позиция |
| ------------------------ | -------------- |
| Италия (Musica e dischi) | 17             |

## Сертификации и продажи
| Регион                                                                      | Сертификация | Продажи |
| --------------------------------------------------------------------------- | ------------ | ------- |
| Италия (FIMI)                                                               | Золотой      | 35 000  |
| Данные о продажах + прослушиваниях приведены только на основе сертификации. |              |         |

## Использование в медиа
- Песня была использована в рекламном ролике пасты Barilla (режиссёра Пьеро Герарди), вышедшем в эфир в начале 1967 года[6].

## Кавер-версии
- В 2011 году певица Аннализа исполнила песню вживую на шоу «Amici» и включила эту версию в свой дебютный альбом Nali[7].